# Kain
Pour les articles homonymes, voir Kain (homonymie).
Kain [kɛ̃] est une section de la ville belge de Tournai, située en Wallonie picarde dans la province de Hainaut, proche de la Flandre et de la France, Tournai fut pendant longtemps un des centres urbains les plus importants du comté de Flandre. Le village de Kain se situe entre Tournai et le Mont-Saint-Aubert (duquel on peut avoir une vue sur l'intégralité de Kain), sur la rive droite de l'Escaut.
C'était une commune à part entière avant la fusion des communes de 1977.
L'altitude à laquelle se situe le village est aux environs de 21,30 mètres (niveau de l'église Saint-Omer).

## Géographie

### Les deux Kain
Kain est composé de deux paroisses : Kain la Tombe et Kain centre (Saint-Omer).  Historiquement, il n'existait que la paroisse de Saint-Omer, dont la date de fondation est inconnue mais qui existait déjà en 1138, et dépendait alors de Saint-Brice à Tournai.  L'église actuelle a été construite en 1782, sur l'emplacement de l'église antérieure, devenue trop petite. Entre l'église de Saint-Omer et la ville de Tournai s'était développé un hameau autour de l'abbaye du Saulchoir et de la chapelle Notre-Dame de la Tombe, et ce hameau est devenu une paroisse à part entière le 18 septembre 1897 sous le nom de Notre-Dame de Kain la Tombe.  L'église de la nouvelle paroisse a été construite en 1905, dans un style néo-gothique.  À l'origine, la limite des deux paroisses était constituée par la Melle, un ruisseau qui coupe le village en deux.  En 1968, la construction de l'autoroute E42 a suivi plus ou moins le cours de la Melle, et aujourd'hui c'est l'autoroute qui constitue la limite des paroisses. 
Kain centre est la partie qui se situe à la base du mont Saint-Aubert et est un village essentiellement rural et résidentiel, avec peu de commerces.  L'église Saint-Omer se situe devant la place.  La messe y est célébrée tous les dimanches matin. Cependant, dans de rares cas, la messe est donnée en haut du mont Saint-Aubert. Devant elle se situe un petit parc, ancienne prairie communale (autrement appelée "marais").
Kain la Tombe est nommé ainsi à cause d'une légende (voir plus bas).  Cette partie est principalement résidentielle, mais on y retrouve des commerces et d'autres établissements communaux (piscine, terrain de football, salle de basketball, etc.). Cette partie du village "sert" de transition entre la campagne (Kain centre et le mont Saint-Aubert) et la ville de Tournai.  L'église de Kain la Tombe se situe également devant la place et est aussi de style néo-gothique.

## Évolution démographique
- Sources : INS, Rem. : 1831 jusqu'en 1970 = recensements, 1976 = nombre d'habitants au 31 décembre.

## Histoire
Le hameau de Kain la Tombe possédait également deux sources d'eau minérale coulant dans l'ancien clos des Bernardins du Saulchoir. La principale est connue sous le nom de fontaine Saint-Bernard ou fontaine Madame. Ces eaux étaient réputées bonnes pour la santé. On dit même qu'Alexandre Farnèse, après le siège de 1581, vint s'y soigner de la gravelle. 
On trouve les premiers témoignages historiques spécifiques au village de Kain en 1138, lorsque Nicolas de Chièvres, évêque de Cambrai, donne son autel, annexe de celui de Saint-Brice, au chapitre de Tournai.
En 1238, des moniales cisterciennes, venant d'Obigies, s'installent au Saulchoir. Leur monastère, détruit en 1566, est reconstruit en 1628. Leurs biens sont vendus à la Révolution. 
En 1474, les habitants du Saulchoir obtiennent des consaux de Tournai l'autorisation de construire un hôpital au lieu-dit La Tombe. La chapelle en sera brûlée, dit-on, par les huguenots et le bâtiment pillé lors de la Révolution.
À la suite des conquêtes de Louis XIV et par le traité de Chambord de 1669, Kain est rattaché à la banlieue de Tournai. 
En 1723, après la perte de leurs possessions par les Français, un décret impérial replace le village sous la juridiction du Conseil souverain de Hainaut.
En 1905, des dominicains parisiens expulsés de France par la loi Combes, s'installent dans l'abbaye du Saulchoir. La seigneurie principale de Kain était la propriété des seigneurs d'Audenarde, tandis que les fiefs de Constantin et du Paradis dépendaient de la châtellenie d'Ath. 
Le village de Kain accueille de nombreux et importants établissements scolaires : la Sainte Union, le collège Notre-Dame de la Tombe, l'école primaire communale, l'école secondaire d'enseignement spécialisé Institut libre des métiers (anciennement « Les Colibris », implantation « Le Saulchoir »)…

### Kain pendant la Seconde Guerre mondiale

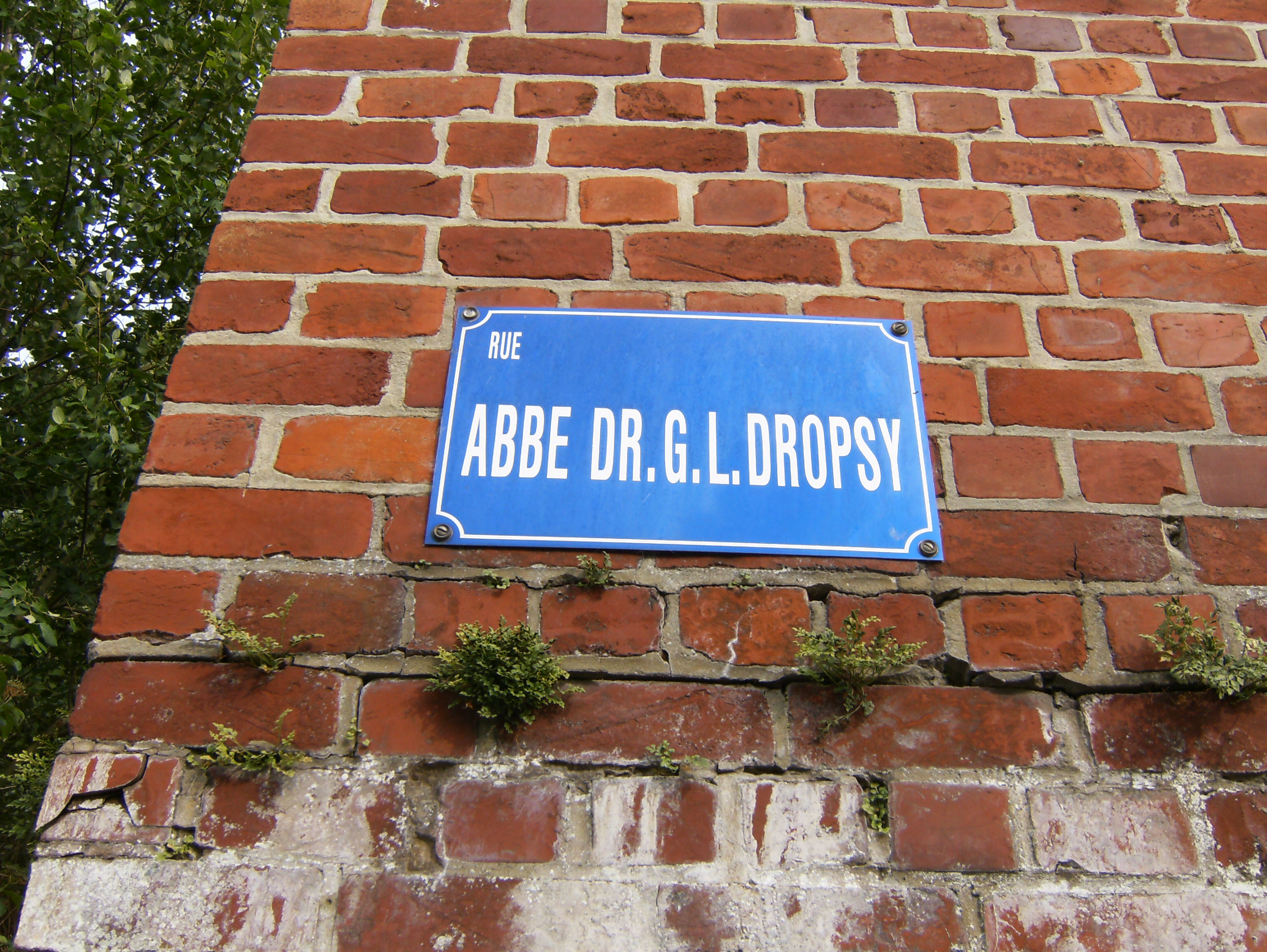
Rue Abbé Dropsy à Kain.

Dès 1940, l’abbé Georges-Louis Dropsy (1898-1956), professeur au collège de Notre-Dame de la Tombe de Kain, qui avait déjà rempli des missions d'espionnage pendant la Première Guerre mondiale, rejoignit la résistance intérieure belge, en l'occurrence l’Armée Secrète et développa tout un réseau de résistance dans le Tournaisis, contribuant à la presse clandestine (« Le Vaillant ») et rejoignant finalement le maquis, d'où il dirigeait notamment la branche locale d'un réseau d'exfiltration d'aviateurs alliés tombés dans la région, le « Refuge A 30 de l’Armée Secrète ». 
Lors de l'invasion nazie, le bourgmestre s'était enfui, il fut remplacé par un bourgmestre faisant fonction, Louis Mahieu (1879-1962), conseiller communal libéral avant 1940, prisonnier de guerre dans le camp de Soltau pendant la Première Guerre mondiale. Il fut emprisonné par les Allemands comme otage du 15 octobre 1942 au 15 novembre de la même année à la Forteresse de Huy, avec seize autres habitants de Kain, les occupants ayant appris que des aviateurs étaient cachés par des habitants. À la Libération, il fut à nouveau emprisonné à la Forteresse de Huy, cette fois par les Alliés, mais ensuite complètement blanchi par le Conseil de Guerre de Mons et réintégré dans son mandat de conseiller communal.

## Patrimoine et culture

### Culture

#### Légende de Kain la Tombe
Il y avait donc, au temps de Louis IX de France, roi de France, dans la vallée qui pare l'Escaut du mont consacré à saint Aubert, une pauvre mère vivant avec sa fille dans une humble cabane. Gravement touchée par la maladie, elle voulut avant de mourir, recevoir une dernière fois le pain eucharistique. Accompagnée de son enfant, elle dirigea ses pas vers la ville, s'arrêtant sans doute à l'Église Saint-Nicolas, où toutes deux reçurent le sacrement de l'autel puis s'en retournèrent réconfortées.

Peu de temps après, la mère infortunée s'éteignit dans les bras de sa fille, à peine parvenue à l'adolescence et déjà promise à une mort précoce. La douleur, en effet, acheva de flétrir cette fleur à peine éclose, et un jour une recluse qui vivait auprès du tronc d'un tilleul découvrit le corps glacé de la pauvre orpheline et de ses mains charitables l'ensevelit et le confia à la terre. Mais, ô prodige ! Au milieu de la nuit suivante, cette femme aurait été réveillée dans  sa demeure par une clarté éblouissante brillant au-dessus de la tombe nouvellement fermée. Comme elle s'en approchait craintive, une dame merveilleuse de beauté couronnée d'émeraude, de rubis et de diamants lui serait apparue, pour lui apprendre qu'elle était la mère de Dieu, descendue en ce lieu, afin d'emporter au ciel l'âme de la toute pure défunte. 
Aussitôt une blanche colombe, sortant du tombeau, serait venue se reposer sur la main de la reine des vierges, et la céleste apparition serait remontée aux céleste parvis, accompagnée de l'âme de l'enfant prédestinée, que symbolisait cet oiseau éclatant de blancheur. La recluse aurait publié le prodige, et les foules seraient accourues sur les lieux du miracle où un sanctuaire aurait été élevé à Marie sous le vocable de Notre-Dame de la Tombe.
Cette apparition fait de Kain la Tombe un lieu de culte et de pèlerinage chrétien et augmenta encore un peu plus la force du christianisme dans la ville de Tournai.

## Économie

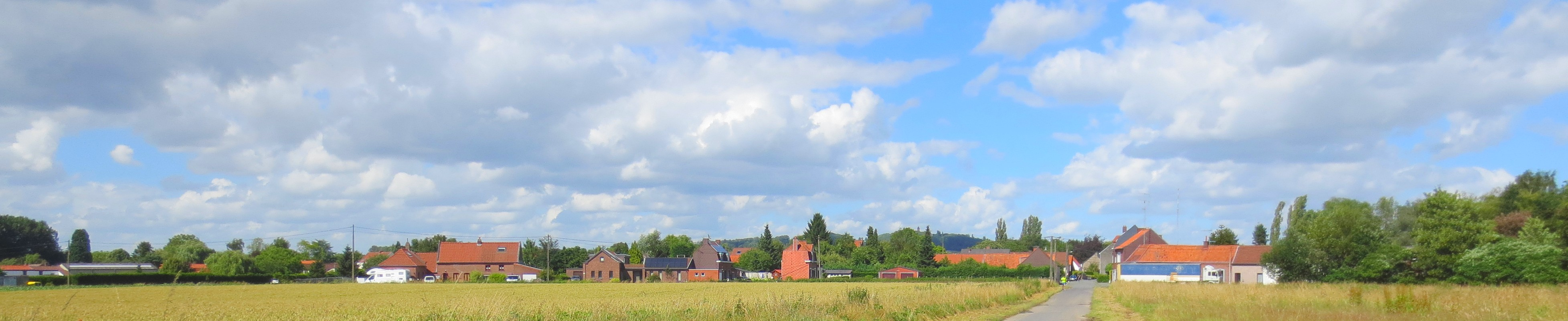
Kain-lez-Tournai.

Kain est une localité essentiellement agricole bénéficiant d'une excellente terre tirant probablement ses qualités des alluvions déposés par l'Escaut et du travail de ses agriculteurs qui en ont fait le renom. Les primeurs en provenance de ce village sont appréciées dans la région et même au-delà de nos frontières, ainsi voir sur un marché les mentions "asperges" ou "pommes de terre de Kain" sont pour les ménagères avisées un label de qualité. Au début du XIXe siècle, la production des asperges partait presque entièrement dans la région lilloise.
Kain n'est pas un village industriel, toutefois quelques entreprises y ont été relevées : deux brasseries, une distillerie et l'un ou l'autre moulin durant le XIXe siècle. Au siècle dernier, on note, un chantier de construction navale, une fabrique de produits en ciment, une importante usine de confection de tapis (Balamo) qui occupera jusqu'à 250 personnes mais fermera ses portes dans les années 1980, une fabrique de lingerie, une autre de dentelles fines, un département des laboratoires Yves Rocher. Des habitants se sont lancés dernièrement dans l'héliciculture (escargots) et proposent leurs produits sur les marchés de la région.